# Munchhouse
Munchhouse (prononcer [mynʃuz] ) est une commune française située dans l'aire d'attraction de Mulhouse et faisant partie de la collectivité européenne d'Alsace (circonscription administrative du Haut-Rhin), en région Grand Est.
Cette commune se trouve dans la région historique et culturelle d'Alsace.
Ses habitants sont appelés les Munchhousiens et les Munchhousiennes.

## Géographie
À 8 km d'Ensisheim.
| Réguisheim | Hirtzfelden | Roggenhouse        |
| Ensisheim  | Munchhouse  | Rumersheim-le-Haut |
|            | Battenheim  | Bantzenheim        |

### Hydrographie

#### Réseau hydrographique
La commune est dans le bassin versant du Rhin au sein du bassin Rhin-Meuse. Elle est drainée par le canal du Rhône au Rhin, le canal d'evacuation des Mines de Potasse et le canal d'Irrigation de Munchhouse,.
Le canal du Rhône au Rhin est un canal français qui relie la Saône, affluent navigable du Rhône, au Rhin, par la vallée du Doubs et son prolongement en Haute Alsace jusqu'à Niffer sur le Rhin, un autre prolongement rejoignant Strasbourg par la canalisation de l'Ill. La commune est sur la section qui relie Valdieu-Lutran à Saint-Symphorien-sur-Saône. 
Le canal d'évacuation des Mines de Potasse, d'une longueur de 28 km, est un canal, chenal non navigable qui relie la commune de Staffelfelden à Staffelfelden, où il se jette dans la Thur. 

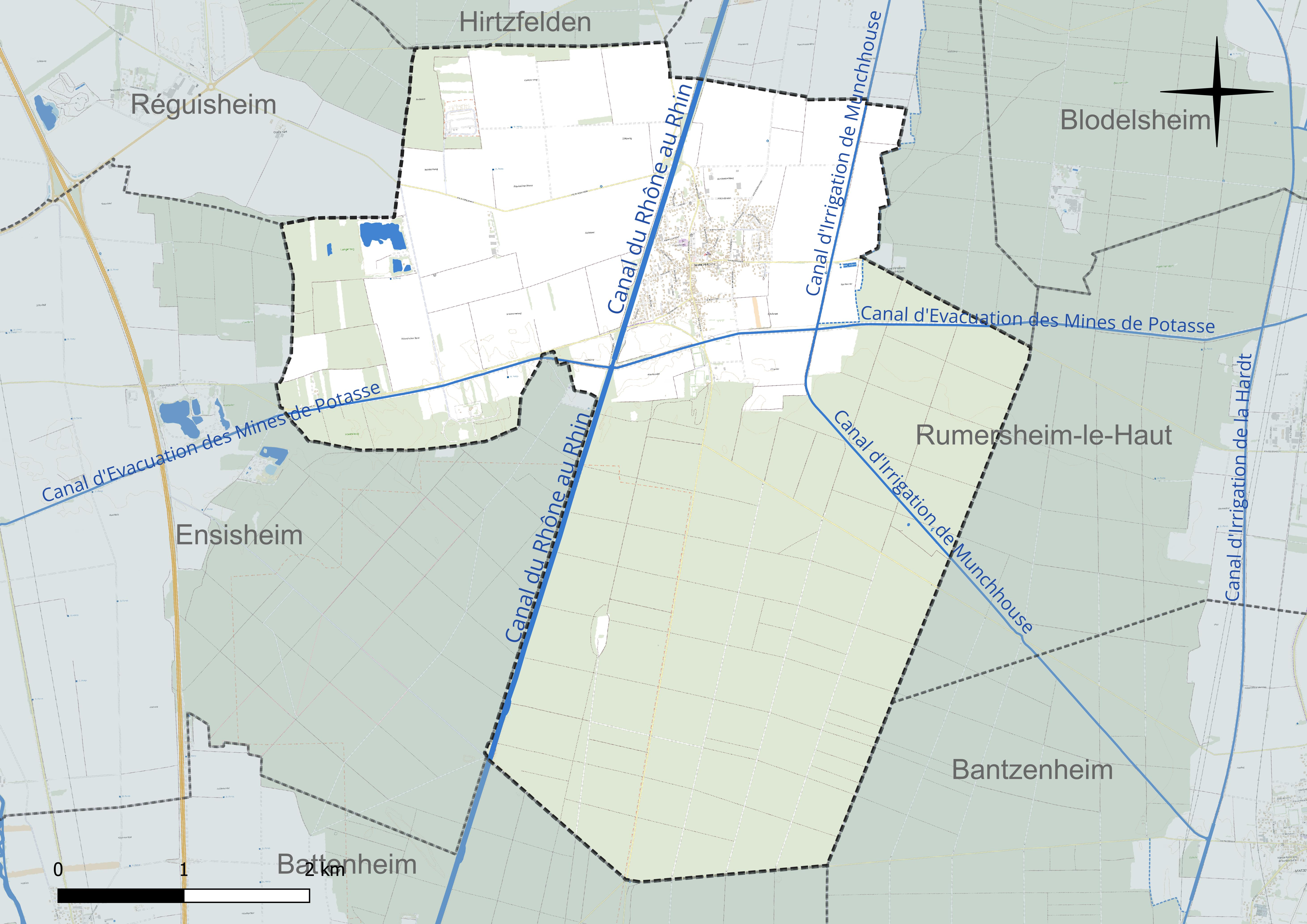
Réseau hydrographique de Munchhouse.

Le canal d'Irrigation de Munchhouse, d'une longueur de 11 km, est un canal, chenal non navigable qui relie la commune de Bantzenheim à Hirtzfelden, où il se jette dans le canal du Rhône au Rhin. 

#### Gestion et qualité des eaux
Le territoire communal est couvert par le schéma d'aménagement et de gestion des eaux (SAGE) « Ill Nappe Rhin ». Ce document de planification concerne la nappe phréatique rhénane, les cours d'eau de la plaine d'Alsace et du piémont oriental du Sundgau, les canaux situés entre l'Ill et le Rhin et les zones humides de la plaine d'Alsace. Le périmètre s’étend sur 3 596 km2. Il a été approuvé le 17 janvier 2005. La structure porteuse de l'élaboration et de la mise en œuvre est la région Grand Est. 
La qualité des cours d’eau peut être consultée sur un site dédié géré par les agences de l’eau et l’Agence française pour la biodiversité. 

### Climat
Pour des articles plus généraux, voir Climat du Grand Est et Climat du Haut-Rhin.
En 2010, le climat de la commune est de type climat océanique altéré, selon une étude du Centre national de la recherche scientifique s'appuyant sur une série de données couvrant la période 1971-2000. En 2020, Météo-France publie une typologie des climats de la France métropolitaine dans laquelle la commune est exposée à un climat semi-continental et est dans la région climatique  Alsace, caractérisée par une pluviométrie faible, particulièrement en automne et en hiver, un été chaud et bien ensoleillé, une humidité de l’air basse au printemps et en été, des vents faibles et des brouillards fréquents en automne (25 à 30 jours). 
Pour la période 1971-2000, la température annuelle moyenne est de 10,5 °C, avec une amplitude thermique annuelle de 17,7 °C. Le cumul annuel moyen de précipitations est de 607 mm, avec 7,9 jours de précipitations en janvier et 9 jours en juillet. Pour la période 1991-2020, la température moyenne annuelle observée sur la station météorologique de Météo-France la plus proche, « Colmar-Meyenheim », sur la commune de Meyenheim à 9 km à vol d'oiseau, est de 11,3 °C et le cumul annuel moyen de précipitations est de 595,0 mm. 
La température maximale relevée sur cette station est de 40,9 °C, atteinte le 13 août 2003 ; la température minimale est de −24,8 °C, atteinte le 27 février 1986,,. 
Les paramètres climatiques de la commune ont été estimés pour le milieu du siècle (2041-2070) selon différents scénarios d'émission de gaz à effet de serre à partir des nouvelles projections climatiques de référence DRIAS-2020. Ils sont consultables sur un site dédié publié par Météo-France en novembre 2022.

## Urbanisme

### Typologie
Au 1er janvier 2024, Munchhouse est catégorisée bourg rural, selon la nouvelle grille communale de densité à sept niveaux définie par l'Insee en 2022.
Elle est située hors unité urbaine. Par ailleurs la commune fait partie de l'aire d'attraction de Mulhouse, dont elle est une commune de la couronne,. Cette aire, qui regroupe 132 communes, est catégorisée dans les aires de 200 000 à moins de 700 000 habitants,.

### Occupation des sols
L'occupation des sols de la commune, telle qu'elle ressort de la base de données européenne d’occupation biophysique des sols Corine Land Cover (CLC), est marquée par l'importance des forêts et milieux semi-naturels (58,5 % en 2018), une proportion identique à celle de 1990 (58,5 %). La répartition détaillée en 2018 est la suivante : 
forêts (57,3 %), terres arables (36,7 %), zones urbanisées (3,7 %), milieux à végétation arbustive et/ou herbacée (1,2 %), mines, décharges et chantiers (1 %). L'évolution de l’occupation des sols de la commune et de ses infrastructures peut être observée sur les différentes représentations cartographiques du territoire : la carte de Cassini (XVIIIe siècle), la carte d'état-major (1820-1866) et les cartes ou photos aériennes de l'IGN pour la période actuelle (1950 à aujourd'hui).

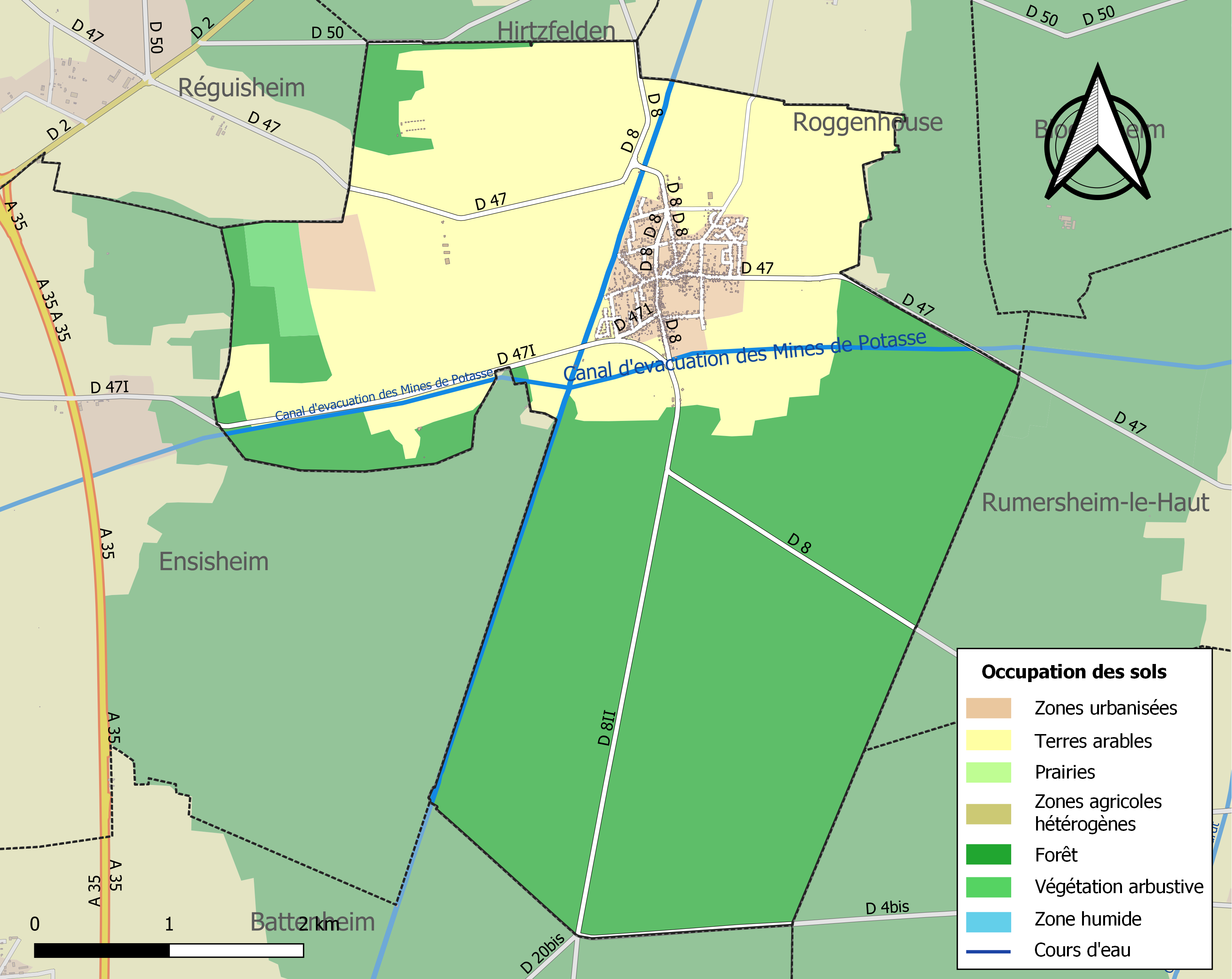
Carte des infrastructures et de l'occupation des sols de la commune en 2018 (CLC).

## Toponymie
- Münchhusen (1259), Mvnchhusen (1303), Münchusen (1394), Munckuszen (1576), Munckhausen (1793 & 1801).

Le nom peut être décomposé en deux termes allemands : « der Münch », à savoir « moine » et « das Haus », à savoir « maison, demeure ».

En moyen haut-allemand, le pluriel en est « Husen » tandis que, en allemand contemporain, cela donne plutôt « Hausen ». On retrouve les différentes formes en Alsace, en plus des formes ayant résulté des différents processus de francisation : « House » ou « Hause ».

Le village s'appelle ainsi « maison des moines » (au singulier).
Le village a un quasi-homonyme dans le Bas-Rhin : Munchhausen.

## Histoire
2006 ou 2007 : manifestation contre la porcherie industrielle.

### Héraldique
| Blason de Munchhouse | Les armes de Munchhouse se blasonnent ainsi : « Parti, au 1er d'azur à trois fleurs de lys d'or, au 2d de gueules à la bande d'argent chargée de trois cloches de vair d'azur. » |

## Politique et administration
| Période                                  | Période                   | Identité                                     | Étiquette | Qualité |
| ---------------------------------------- | ------------------------- | -------------------------------------------- | --------- | ------- |
| avant 1981                               | ?                         | Joseph Gantner                               |           |         |
| mars 2001                                | 2008                      | Alexandre Graber                             |           |         |
| mars 2008                                | En cours (au 31 mai 2020) | Philippe Heid Réélu pour le mandat 2020-2026 |           |         |
| Les données manquantes sont à compléter. |                           |                                              |           |         |

## Démographie
L'évolution du nombre d'habitants est connue à travers les recensements de la population effectués dans la commune depuis 1793. Pour les communes de moins de 10 000 habitants, une enquête de recensement portant sur toute la population est réalisée tous les cinq ans, les populations de référence des années intermédiaires étant quant à elles estimées par interpolation ou extrapolation. Pour la commune, le premier recensement exhaustif entrant dans le cadre du nouveau dispositif a été réalisé en 2007.

En 2022, la commune comptait 1 538 habitants, en évolution de −0,58 % par rapport à 2016 (Haut-Rhin : +0,66 %, France hors Mayotte : +2,11 %).
| 1793 | 1800 | 1806 | 1821 | 1831 | 1836 | 1841 | 1846 | 1851  |
| ---- | ---- | ---- | ---- | ---- | ---- | ---- | ---- | ----- |
| 450  | 520  | 516  | 665  | 771  | 791  | 829  | 893  | 1 004 |

| 1856 | 1861 | 1866 | 1871 | 1875 | 1880 | 1885 | 1890 | 1895 |
| ---- | ---- | ---- | ---- | ---- | ---- | ---- | ---- | ---- |
| 941  | 949  | 970  | 912  | 875  | 973  | 932  | 937  | 915  |

| 1900 | 1905 | 1910 | 1921 | 1926 | 1931 | 1936 | 1946 | 1954 |
| ---- | ---- | ---- | ---- | ---- | ---- | ---- | ---- | ---- |
| 906  | 883  | 849  | 870  | 861  | 905  | 830  | 838  | 808  |

| 1962 | 1968 | 1975 | 1982 | 1990  | 1999  | 2006  | 2007  | 2012  |
| ---- | ---- | ---- | ---- | ----- | ----- | ----- | ----- | ----- |
| 834  | 818  | 903  | 937  | 1 216 | 1 429 | 1 552 | 1 569 | 1 617 |

| 2017  | 2022  | - | - | - | - | - | - | - |
| ----- | ----- | - | - | - | - | - | - | - |
| 1 519 | 1 538 | - | - | - | - | - | - | - |

## Environnement
L'association Alsace Nature se prononce contre le projet de production de biogaz dans la commune.

## Lieux et monuments
- Bureau de tabac et journaux.
- Église Sainte-Agathe avec paratonnerre.

|  |  |